# Фаховий коледж технологій, бізнесу та права Волинського національного університету імені Лесі Українки
Фаховий коледж технологій, бізнесу та права (у 1965—1991 рр. — Луцький технікум радянської торгівлі; у 1991—2007 рр. —  Луцький комерційний технікум; у 2007—2009 рр. — Волинський державний коледж технологій та бізнесу; у 2009—2012 рр. — Коледж технологій та бізнесу; у 2012—2020 рр. — Коледж технологій, бізнесу та права) — вищий навчальний заклад 1-го рівня акредитації, який є структурним підрозділом Волинського національного університету імені Лесі Українки.

## Історія
Навчальний заклад має більш ніж піввікову історію: засновано у 1965 (за іншими даними у 1964) році як середній навчальний заклад — технікум радянської торгівлі, в якому освіту здобували 540 учнів. За перші 10 років у технікумі було підготовлено понад 1500 спеціалістів для торгівлі та громадського харчування.
Навчання студентів здійснювалось у той час за трьома спеціальностями «Товарознавство і організація торгівлі продовольчими товарами», «Товарознавство і організація торгівлі промисловими товарами», «Технологія приготування їжі». Працювало три відділення: товарознавче, технологічне та заочне відділення.
У 1991 року навчальний заклад було перейменовано в Луцький комерційний технікум. З грудня 1992-го цей навчальний заклад підпорядкували Міністерству освіти України. Студенти мали можливість отримувати спеціальності за денною, вечірньою та заочною формами навчання.
У 1994 році було відкрито ще одну спеціальність «Бухгалтерський облік і аудит» та бухгалтерське відділення.
У листопаді 2007 року технікум був перетворений у Волинський державний коледж технологій та бізнесу.
У 2009 році з метою координації діяльності навчальних закладів для підготовки фахівців у системі ступеневої освіти навчальний заклад увійшов як структурний підрозділ до Східноєвропейського національного університету імені Лесі Українки, ставши єдиним коледжем, який входить до складу університету.

## Спеціальності
- Фізична культура і спорт
- Облік та оподаткування
- Фінанси, банківська справа та страхування
- Право
- Підприємництво, торгівля та комерційна діяльність
- Інформаційні системи та технології
- Харчові технології
- Готельно-ресторанна справа

## Структура коледжу
Директор коледжу — Щеблюк Станіслав Германович.

### Відділення
- Відділення товарознавства та фінансів
- Відділення обліку та права
- Відділення харчових технологій та заочного навчання

### Циклові комісії
- Циклова комісія правничих дисциплін
- Циклова комісія обліку та фінансів
- Циклова комісія підприємництва, торгівлі та біржової діяльності
- Циклова комісія готельно-ресторанного бізнесу та харчових технологій
- Циклова комісія природничих дисциплін, спорту та охорони праці
- Циклова комісія гуманітарних та соціальних дисциплін
- Циклова комісія іноземної філології
- Циклова комісія фізико-математичних дисциплін та інформаційних технологій

### Підрозділи та служби
- Бухгалтерія та відділ кадрів
- Бібліотека
- Центр інформаційних систем, комп'ютерних технологій та моніторингу освіти
- Медійний центр
- Навчально-методичний центр

## Відомі випускники
- Жиганюк Микола Ярославович (1980—2015) — солдат Збройних сил України, учасник російсько-української війни.
- Мельник Тетяна Миколаївна (нар. 1964) — український економіст.
- Шкредь Сергій Олексійович (1985—2015) — солдат Збройних сил України, учасник російсько-української війни.